# Faryal (actrice)
 (mai 2017).
Faryal (Faryal Manmohan) est une actrice de Bollywood, née d'un père indien et d'une mère syrienne. Elle fut une actrice de cabaret célèbre dans les années 1960 et 1970.

## Origines et débuts
Faryal est née à Damas. Elle fait ses études dans la ville de Simla, à Loretto Convent puis à Bombay à la St. Xavier's College, tous deux de prestigieux établissements. Elle travaille pendant un moment en tant qu'hôtesse de l'air pour Air India avant de faire ses premiers pas au cinéma. Elle vit aujourd'hui en Israël.

## Filmographie
- Zindagi Aur Maut (1965)
- Biradri (1966)
- Fareb (1967)
- Jewel Thief (1967)
- Insaan Aur Shaitan (1970)
- Pushpanjali (1970)
- Sachaa Jhutha (1970)
- Hungama (1971)
- Apradh (1972)
- Rani Mera Naam (1972)
- Khoon Khoon (1973)
- Dharma (1973)
- Raampur Ka Lakshman (1973)
- Dharmatma (1974)
- Manoranjan (1974)
- Rafoo Chakkar (1975)
- Aafat (1977)